# テオクリトス
テオクリトス（古希: ΘΕΟΚΡΙΤΟΣ, Θεόκριτος, Theokritos, 英: Theocritus、紀元前4世紀から紀元前3世紀ごろ）は、古代ギリシア・ヘレニズム期の詩人である。ギリシア文学史の牧歌のジャンルの創造者にして『小情景詩』（牧歌、エイデュリア、ΕΙΔΥΛΛΙΟΝ, Eidyllia）32編の著者。

## 生涯
生年は紀元前310-前318年と推定され、現在のシチリアに生まれた。前290年-前283年頃、コス島でプトレマイオス2世の家庭教師ピレタスに師事。ニキアス、アスクレピアデス、レオニダスともに学ぶ。この頃『牧歌』第1、3、6、8、11及び12歌を創作した。前285年-前275年、シチリアに移り、『牧歌』第4、5、9、10歌を創作。ポエニ戦争のためシラクサの僭主ヒエロン2世が前275年-前278年支配権を有していたと雖も、同僭主への頌歌第16歌を献上すると雖も、ヒエロン2世はテオクリトスを保護しなかった。そのため、前274年-前270年にかけて、東方のアレクサンドリアに招聘され、エジプト王プトレマイオス2世の保護下に移り、宮廷詩人として同宮廷に迎えられる。この時期に、カリマコスと非常に親しくなり、詩作もカリマコスの詩法の影響を受ける。前270年頃、コス島に戻り、ミレトゥスの許で過ごす。没年は前270年以降とされるが不詳。

## 作品
- テオクリトスの作品は、愛の詩（第12、28、29、30）、ミーモスと呼ばれる小舞台的な対話と情景と習俗をとりまぜた劇詩（第15）、神話叙事詩（第13、25、27）、仮想的な恋愛詩（第2、3、11）、ヘレネー婚礼歌（第18）、ヒエロン頌歌（第16）、プトレマイオス2世頌歌（第17）を含む、広義の牧歌（Bucolica）群であり、ギリシア文化圏の実在の背景の下に、叙情詩と神話を踏まえて、牧人の生活と、純粋な恋と、自然との調和を描きだし、パストラルと呼ばれる、「田園詩・牧歌」の文学ジャンルを創造した作品である。

- ドーリア方言という叙情情景の文学ジャンルの詩形であり、六脚韻のヘシオドスの『仕事と日々』（ΕΡΓΑ ΚΑΙ ΗΜΕΡΑΙ）」の韻律と同一又は類似する詩形であり、同作品の影響（第581行-596行）を受けている。サッポーの作品からも影響を多分に受けている。

## 日本語訳
- 八木橋正雄により、1981年-1985年にかけて、4部に分けて日本初の全訳が私家版で刊行された。
- テオクリトス『牧歌』古澤ゆう子訳、京都大学学術出版会〈西洋古典叢書〉2004年